# Annona symphyocarpa
Annona symphyocarpa este o specie de plante angiosperme din genul Annona, familia Annonaceae, descrisă de Noel Yvri Sandwith. Conform Catalogue of Life specia Annona symphyocarpa nu are subspecii cunoscute.